# Guiding Light (Muse)
Guiding Light is een nummer van de Britse rockband Muse van hun vijfde studioalbum The Resistance. Volgens zanger Matthew Bellamy gaat het nummer over een relatie die niet echt soepel loopt.
De intro van het nummer is een overgang van United States of Eurasia. Het drumritme aan het begin van het nummer lijkt erg op "Vienna" (1981) van Ultravox.
In 2021 werd een alternatieve versie van het nummer, samen met een digitaal kunstwerk, als NFT verkocht voor ETH 13,964. Het geld kwam ten goede aan Passage Charity, een Britse organisatie die zich inzet voor daklozen.